# 17.ª etapa do Giro d'Italia de 2018
A 17.ª etapa do Giro d'Italia de 2018 decorreu em 23 de maio de 2018 entre Riva del Garda e Iseo sobre um percurso de 155 km e foi vencido no sprint pelo ciclista italiano Elia Viviani, quem completa com esta vitória a sua quarta etapa no Giro de 2018.

## Classificação da etapa
| \| Classificação por etapas \| Classificação por etapas \| Classificação por etapas \| Classificação por etapas \| Classificação por etapas \| \| Ciclista \| Ciclista \| Equipe \| Tempo \| \| \| ------------------------ \| ------------------------ \| --------------------------- \| ------------------------ \| ------------------------ \| \| 1. \| Elia Viviani \| Quick-Step Floors \| 3h19m57s \| \| \| 2. \| Sam Bennett \| Bora-Hansgrohe \| + 0s \| \| \| 3. \| Niccolò Bonifazio \| Bahrain-Merida \| + 0s \| \| \| 4. \| Danny van Poppel \| LottoNL-Jumbo \| + 0s \| \| \| 5. \| Jens Debusschere \| Lotto-Soudal \| + 0s \| \| \| 6. \| Kristian Sbaragli \| Israel Cycling Academy \| + 0s \| \| \| 7. \| Jean-Pierre Drucker \| BMC Racing Team \| + 0s \| \| \| 8. \| Sacha Modolo \| EF Education First-Drapac \| + 0s \| \| \| 9. \| Andrea Vendrame \| Androni Giocattoli-Sidermec \| + 0s \| \| \| 10. \| José Gonçalves \| Katusha-Alpecin \| + 0s \| \| |                     |                             |          |
| |                     |                             |          |
| Fonte: ProCyclingStats |                     |                             |          |
| Classificação por etapas |                     |                             |          |
| Ciclista | Ciclista            | Equipe                      | Tempo    |
| 1. | Elia Viviani        | Quick-Step Floors           | 3h19m57s |
| 2. | Sam Bennett         | Bora-Hansgrohe              | + 0s     |
| 3. | Niccolò Bonifazio   | Bahrain-Merida              | + 0s     |
| 4. | Danny van Poppel    | LottoNL-Jumbo               | + 0s     |
| 5. | Jens Debusschere    | Lotto-Soudal                | + 0s     |
| 6. | Kristian Sbaragli   | Israel Cycling Academy      | + 0s     |
| 7. | Jean-Pierre Drucker | BMC Racing Team             | + 0s     |
| 8. | Sacha Modolo        | EF Education First-Drapac   | + 0s     |
| 9. | Andrea Vendrame     | Androni Giocattoli-Sidermec | + 0s     |
| 10. | José Gonçalves      | Katusha-Alpecin             | + 0s     |

## Classificações ao final da etapa

### Classificação geral(Maglia Rosa)
| \| Classificação geral \| Classificação geral \| Classificação geral \| Classificação geral \| Classificação geral \| \| Ciclista \| Ciclista \| Equipe \| Tempo \| \| \| ------------------- \| ------------------- \| ------------------- \| ------------------- \| ------------------- \| \| 1. \| Simon Yates \| Mitchelton-Scott \| 69h59m11s \| \| \| 2. \| Tom Dumoulin \| Team Sunweb \| + 56s \| \| \| 3. \| Domenico Pozzovivo \| Bahrain-Merida \| + 3m11s \| \| \| 4. \| Chris Froome \| Team Sky \| + 3m50s \| \| \| 5. \| Thibaut Pinot \| Groupama-FDJ \| + 4m19s \| \| \| 6. \| Rohan Dennis \| BMC Racing Team \| + 5m04s \| \| \| 7. \| Miguel Ángel López \| Astana \| + 5m37s \| \| \| 8. \| Pello Bilbao \| Astana \| + 6m02s \| \| \| 9. \| Richard Carapaz \| Movistar Team \| + 6m07s \| \| \| 10. \| George Bennett \| LottoNL-Jumbo \| + 7m01s \| \| |                    |                  |           |
| |                    |                  |           |
| Fonte: ProCyclingStats |                    |                  |           |
| Classificação geral |                    |                  |           |
| Ciclista | Ciclista           | Equipe           | Tempo     |
| 1. | Simon Yates        | Mitchelton-Scott | 69h59m11s |
| 2. | Tom Dumoulin       | Team Sunweb      | + 56s     |
| 3. | Domenico Pozzovivo | Bahrain-Merida   | + 3m11s   |
| 4. | Chris Froome       | Team Sky         | + 3m50s   |
| 5. | Thibaut Pinot      | Groupama-FDJ     | + 4m19s   |
| 6. | Rohan Dennis       | BMC Racing Team  | + 5m04s   |
| 7. | Miguel Ángel López | Astana           | + 5m37s   |
| 8. | Pello Bilbao       | Astana           | + 6m02s   |
| 9. | Richard Carapaz    | Movistar Team    | + 6m07s   |
| 10. | George Bennett     | LottoNL-Jumbo    | + 7m01s   |

### Classificação por pontos(Maglia Ciclamino)
| Classificação por pontos | Classificação por pontos | Classificação por pontos      | Classificação por pontos | Classificação por pontos |
| Ciclista                 | Ciclista                 | Equipe                        | Pontos                   |                          |
| ------------------------ | ------------------------ | ----------------------------- | ------------------------ | ------------------------ |
| 1.                       | Elia Viviani             | Quick-Step Floors             | 290 pts                  |                          |
| 2.                       | Sam Bennett              | Bora-Hansgrohe                | 232 pts                  |                          |
| 3.                       | Simon Yates              | Mitchelton-Scott              | 113 pts                  |                          |
| 4.                       | Sacha Modolo             | EF Education First-Drapac     | 110 pts                  |                          |
| 5.                       | Marco Frapporti          | Androni Giocattoli-Sidermec   | 109 pts                  |                          |
| 6.                       | Danny van Poppel         | LottoNL-Jumbo                 | 107 pts                  |                          |
| 7.                       | Davide Ballerini         | Androni Giocattoli-Sidermec   | 102 pts                  |                          |
| 8.                       | Niccolò Bonifazio        | Bahrain-Merida                | 93 pts                   |                          |
| 9.                       | Eugert Zhupa             | Wilier Triestina-Selle Italia | 64 pts                   |                          |
| 10.                      | Tom Dumoulin             | Team Sunweb                   | 63 pts                   |                          |

### Classificação da montanha(Maglia Azzurra)
| Classificação da montanha | Classificação da montanha | Classificação da montanha   | Classificação da montanha | Classificação da montanha |
| Ciclista                  | Ciclista                  | Equipe                      | Pontos                    |                           |
| ------------------------- | ------------------------- | --------------------------- | ------------------------- | ------------------------- |
| 1.                        | Simon Yates               | Mitchelton-Scott            | 91 pts                    |                           |
| 2.                        | Giulio Ciccone            | Bardiani CSF                | 52 pts                    |                           |
| 3.                        | Esteban Chaves            | Mitchelton-Scott            | 47 pts                    |                           |
| 4.                        | Thibaut Pinot             | Groupama-FDJ                | 46 pts                    |                           |
| 5.                        | Chris Froome              | Team Sky                    | 36 pts                    |                           |
| 6.                        | Domenico Pozzovivo        | Bahrain-Merida              | 36 pts                    |                           |
| 7.                        | Fausto Masnada            | Androni Giocattoli-Sidermec | 35 pts                    |                           |
| 8.                        | Valerio Conti             | UAE Team Emirates           | 33 pts                    |                           |
| 9.                        | Matteo Montaguti          | AG2R La Mondiale            | 29 pts                    |                           |
| 10.                       | Richard Carapaz           | Movistar Team               | 27 pts                    |                           |

### Classificação dos jovens(Maglia Bianca)
| Classificação dos jovens | Classificação dos jovens | Classificação dos jovens    | Classificação dos jovens | Classificação dos jovens |
| Ciclista                 | Ciclista                 | Equipe                      | Tempo                    |                          |
| ------------------------ | ------------------------ | --------------------------- | ------------------------ | ------------------------ |
| 1.                       | Miguel Ángel López       | Astana                      | 70h04m48s                |                          |
| 2.                       | Richard Carapaz          | Movistar Team               | + 30s                    |                          |
| 3.                       | Ben O'Connor             | Dimension Data              | + 1m56s                  |                          |
| 4.                       | Sam Oomen                | Team Sunweb                 | + 2m28s                  |                          |
| 5.                       | Maximilian Schachmann    | Quick-Step Floors           | + 32m29s                 |                          |
| 6.                       | Fausto Masnada           | Androni Giocattoli-Sidermec | + 36m22s                 |                          |
| 7.                       | Jack Haig                | Mitchelton-Scott            | + 38m16s                 |                          |
| 8.                       | Matej Mohorič            | Bahrain-Merida              | + 43m31s                 |                          |
| 9.                       | Valerio Conti            | UAE Team Emirates           | + 43m32s                 |                          |
| 10.                      | Felix Großschartner      | Bora-Hansgrohe              | + 46m23s                 |                          |

### Classificação por equipas"Super Team"
| Classificação por equipes | Classificação por equipes | Classificação por equipes | Classificação por equipes |
| Equipe                    | Equipe                    | Tempo                     |                           |
| ------------------------- | ------------------------- | ------------------------- | ------------------------- |
| 1.                        | Sky                       | 210h19m30s                |                           |
| 2.                        | Astana                    | + 8m36s                   |                           |
| 3.                        | Mitchelton-Scott          | + 10m12s                  |                           |
| 4.                        | Bora-Hansgrohe            | + 33m10s                  |                           |
| 5.                        | Groupama-FDJ              | + 33m10s                  |                           |
| 6.                        | Movistar Team             | + 38m54s                  |                           |
| 7.                        | AG2R La Mondiale          | + 39m57s                  |                           |
| 8.                        | Team Sunweb               | + 48m09s                  |                           |
| 9.                        | Dimension Data            | + 57m56s                  |                           |
| 10.                       | UAE Team Emirates         | + 1h13m46s                |                           |

## Abandonos
- Tosh Van der Sande, não finalizou a etapa.
- Victor Campenaerts, não tomou a saída.
- Louis Meintjes, não tomou a saída ao se encontrar doente.[2]